# Amphisbaena bolivica
Amphisbaena bolivica là một loài bò sát trong họ Amphisbaenidae. Loài này được Mertens mô tả khoa học đầu tiên năm 1929.